# Ivar Lindekrantz
Sven Ivar Lindekrantz, född 30 december 1902 i Göteborg, död 20 december 1981 i Skärhamn i Bohuslän, var en svensk bildhuggare.

## Biografi
Lindekrantz utbildades vid Slöjdföreningens skola i Göteborg och har gjort större träskulpturer främst för kyrkor på många platser i Sverige, bland annat i Valbo, Sundsvall (korfigurerna i Sundsvalls kyrka 1948–1952), Fristad och Trollhättan.
Mellan Doktor Allards gata och Doktor Westrings gata i Södra Guldheden i Göteborg finns en träskulptur som heter "Havre och betong", oftast kallad Hästen, och är gjord i rödbrunt teakträ och inoljad med 15 liter linoljeblandning. Den kom på plats i juni 1956 och "... är byggd, i mycket likt en båt, sinnrikt konstruerad av Ivar Lindekrantz och hans broder Erik, med äkta känsla och handlag för träet. Den konstnärliga formen har sakta vuxit fram under den långa proceduren i bildhuggarverkstaden och denna samlade arbetsenergi framstår med ett starkt definitivt uttryck i den färdiga träskulpturen. Vackert har trähästen inordnats i terrängen, där den står med bakbenens stolpar spjärnande mot markens lutning, vilande och lyssnande aktiv." Hjälp till valet av plats för skulpturen fick man av en förbipasserande polisryttare vid Doktor Westrings gata. Häst och ryttare fick där agera modell för hur det skulle kunna se ut på platsen, och man beslöt då att istället byta till nuvarande plats.
Lindekrantz är representerad vid Moderna museet, Nationalmuseum, Göteborgs konstmuseum, Kalmar konstmuseum och Arkivet i Lund.

### Familj
Ivar Lindekrantz var son till pianosnickaren Carl Ivan Lindecrantz och Ellen Charlotta Johansson samt bror till Lars och Per Lindekrantz.
Ivar Lindekrantz är begravd på Klövedals kyrkogård.